# Rollmops
I rollmops (pl. rollmöpse) sono un alimento originario della Germania e diffuso nell'Europa settentrionale.

## Descrizione
I rollmops sono dei filetti di aringa che, dopo essere stati arrotolati e tenuti fissi da stuzzicadenti insieme a cipolle e/o cetrioli sottaceto, vengono fatti marinati in una soluzione di aceto, spezie e zucchero per dieci giorni. Si consumano freddi come antipasto, oppure insieme all'insalata di patate (kartoffelsalat). Secondo una credenza diffusa, sono un rimedio contro i postumi di una sbornia. I rollmops destinati alla grande distribuzione vengono racchiusi in barattoli di vetro insieme a una soluzione di aceto, sale e zucchero.

## Etimologia
Rollmops è una parola di origine tedesca composta da rollen e mops, rispettivamente "arrotolare" e "carlino". Tale razza canina viene chiamata in causa in quanto, lateralmente, l'involtino ne richiamerebbe il muso schiacciato.

## Nella letteratura
Una delle prime menzioni scritte dei rollmops compare in Torrenti di primavera di Ernest Hemingway, pubblicato nel 1926.